# Бранное поле (платформа)
Бранное Поле (укр. Бранне поле) — железнодорожная платформа в Крыму, расположенная на линии Владиславовка — Крым в 24 километрах к востоку от Владиславовки. На верстовой карте Крыма 1896 года на месте будущей станции обозначен безымянный разъезд. Железнодорожная станция открыта в 1900 году, изначально называлась Алибай, в 1952 году была переименована в Бранное поле — по прежнему (до 1960-х годов) названию села Уварово. Время перевода станции в статус остановочного пункта пока не установлено.

## Деятельность
Грузовые операции не предусмотрены.
На платформе останавливаются 2 пары пригородных поездов сообщением Джанкой — Керчь.